# Space Invaders Part II
Space Invaders Part II (スペースインベーダーパートII Supēsu Inbēdā Pāto Tsu?) es un shooter fijo juego de arcade de 1979 desarrollado y publicado por Taito. En Norteamérica, fue distribuido por Midway Games como Space Invaders Deluxe. La secuela de Space Invaders (1978), el jugador controla una base láser que debe destruir formaciones de alienígenas descendentes, mientras evita sus proyectiles. Se han agregado nuevas características, como extraterrestres que se dividen en dos cuando se dispara, un límite de puntaje alto aumentado con el jugador capaz de guardar su nombre como iniciales y escenas cortas entre etapas. Se ejecuta en el sistema de arcade Taito 8080.

## Jugabilidad
Space Invaders Part II es un shooter fijo con una mecánica similar a su predecesor. El jugador controla una base láser que debe eliminar a todos los alienígenas que marchan desde la parte superior de la pantalla, que planean apoderarse de la Tierra. Los extraterrestres se mueven lentamente hacia el borde de la pantalla y luego se mueven hacia abajo, aumentando su velocidad a medida que mueren más extraterrestres. El jugador puede proteger su base láser de los proyectiles entrantes escondiéndose debajo de grandes escudos, que se dañan cuando son infligidos por proyectiles disparados por el jugador o los extraterrestres. Un OVNI aparecerá ocasionalmente en la parte superior de la pantalla, que puede ser derribado para obtener puntos de bonificación.
Junto con la jugabilidad principal de Space Invaders, Part II introduce varios elementos nuevos. Algunos alienígenas se dividirán en dos más pequeños cuando les disparen. A veces puede aparecer un nuevo tipo de OVNI que parpadea a medida que se mueve hacia el costado de la pantalla, que solo puede ser derribado cuando se vuelve visible. En etapas posteriores, los ovnis tienen la capacidad de desplegar extraterrestres adicionales cuando quedan pocos. Completar cada etapa también otorgará al jugador una escena corta, que muestra a los extraterrestres causando travesuras entre ellos. Las etapas se indican mediante el número que se muestra en los escudos.

## Desarrollo
Space Invaders Part II fue lanzado en Japón por Taito en noviembre de 1979, y en Norteamérica por Midway Games en enero de 1980. Fue diseñado por Tomohiro Nishikado, el creador del Space Invaders original, y fue hecho para limpiar el inventario del exceso de tableros arcade de Space Invaders. El lanzamiento en Norteamérica Space Invaders Deluxe, sin embargo, la pantalla de título todavía usa el nombre de Part II, probablemente debido al contrato de Taito con Midway que solo les permitió hacer modificaciones menores al juego.

## Recepción
A la revista Cash Box le gustaron los coloridos gráficos y la mecánica de juego adicional, y dijo que "aumentaría el disfrute de los jugadores más ávidos y hábiles". La revista  New Computer Express  se mostró tibia con Prize Space Invaders por su alto precio, aunque afirmó que su mecánica de premios hacía que esto fuera algo perdonable. En una revisión retrospectiva de 1998, Allgame encontró que Part II era "apenas una secuela" por tener muy pocas diferencias con el juego original, aunque le gustó su desafío y sus gráficos en bloques. Allgame también lo criticó por volverse aburrido y tedioso después de un juego prolongado. El creador de Space Invaders Tomohiro Nishikado lo prefiere sobre el original, citando su variedad en la jugabilidad.

## Legado
Si bien la jugabilidad era en gran parte idéntica a la del Space Invaders original, agregó varias características nuevas. El límite de puntaje alto se incrementó a 99,990 puntos, en comparación con el límite más conservador de 9,990 del original, mientras que también permite al jugador guardar su nombre como iniciales junto a su puntaje más alto. También introdujo el uso de breves escenas cómicas de intermedio entre niveles, donde el último invasor que recibe un disparo sale cojeando de la pantalla, un precursor de la escena se rompe que luego apareció en Pac-Man (1980).
Una versión de Game Boy del juego fue lanzada en 1990, que incluía soporte para el Game Link Cable para habilitar el modo multijugador. El mismo año se lanzó una versión más dura y de redención del juego, "Prize Space Invaders", que otorgaba dinero en función de lo bien que lo hiciera el jugador. Part II se incluye en las compilaciones Space Invaders Virtual Collection (1995), Space Invaders Anniversary (2004), Taito Memories Gekan (2005), Taito Legends (2005), Taito Legends Power-Up (2007), y Space Invaders Pocket (2007). Fue portado a teléfonos móviles en 2007 como parte de la  Trilogía de Space Invaders , junto con los originales Space Invaders y Return of the Invaders. También aparecerá en la próxima compilación Space Invaders Invincible Collection para Nintendo Switch.